# Viking Genetics
Viking Genetics är ett företag som är verksamt inom avel av nötkreatur. Bolaget bildades genom en sammanslagning mellan Svensk Avel och konkurrenten Dansire januari 2008. Företaget ägs av Sveriges husdjursföreningar och Viking Danmark och är indirekt kooperativt ägt av lantbrukare i Sverige och Danmark. 
Viking Genetics intäkter kommer från försäljning av spermadoser till lantbrukare. Företaget driver två avelsstationer i Sverige, bland annat Nötcenter Viken utanför Falköping.